# Muana Lesa
Muana Lesa(Figlio di Dio), nato Tomo Nyirenda (Nyasaland, 1890 circa – Zambia, 1926) introdusse nel Katanga (Zaire) il culto Kitawala, interpretazione indigena del movimento dei testimoni di Geova.
Muana, che aveva dato al Kitawala un indirizzo indipendentista non scevro da violenze, fu arrestato dalle autorità belghe nel 1926 e, riconosciuto reo di omicidio, venne impiccato.